# マツダ・MAZDA2
MAZDA2（マツダ・ツー、マツダ2）は、マツダが製造・販売するコンパクトカー。
当初は、日本国内市場向けには「デミオ」、グローバル向けには「MAZDA2」という異なる車名で販売されていた。2019年9月12日の一部改良モデルから日本国内でも「MAZDA2」を用いるようになった。
本項では2019年の日本国内市場向けの車名変更以降の事項について説明する。それ以前のモデルの詳細についてはマツダ・デミオの記事を参照。

## 概要
1996年に日本国内市場向けに「デミオ」（DW系、海外向けにはMazda121）が販売された。これは既存のコンポーネントを活用して比較的短期間に設計・開発されたコンパクトステーションワゴンであった。同車種はオセアニア向けにも販売されたが、「Mazda 121」の名称で販売され、「デミオ」は国外では使われなかった。
2002年発売モデル（DY系、「デミオ」として2代目、「Mazda2」として初代）では、コンパクトステーションワゴンという方向性は維持しつつ、 当時提携関係にあったフォードと共有のDYプラットフォームを使用した世界戦略車とした。日本国内市場向けには「デミオ」の車名を引き継いだ一方、グローバル向け車名としては新たに「Mazda + 車格を表す一桁の番号」の命名規則を用い「Mazda2」という車名で販売した。
2007年発売モデル（DE系、「デミオ」として3代目、「Mazda2」として2代目）、2014年発売モデル（DJ系、「デミオ」として4代目、「Mazda2」として3代目）では、欧州市場を意識しコンパクトハッチバックとした。
2019年5月、日本国内向けにもグローバル向けと同じ車名を使用する方針を示し、「デミオ」についても2019年7月18日にDJ系の一部改良と同時に「MAZDA2」に車名を変更した。この車名変更について、マツダの福原和幸常務執行役員は「（『アクセラ』といった車名ではなく）マツダというブランドで選んでもらうのが目的」「（マツダのSUVモデルである）『CX-3』や『CX-8』の登場でペットネームでなくても抵抗がないお客様も多い」と述べ、マツダのブランド価値の向上を目指したものである旨説明した。なお、日本ではフルモデルチェンジの際に車名を変更したり、マイナーチェンジ時に派生モデルを設定することは例は複数あるが、マイナーチェンジの際に車名を変更する例は珍しい。

## 3代目（日本向け初代） DJ系（2019年 -）
- 2019年7月18日 - 4代目デミオ（2014年発売開始）をマイナーチェンジ。同時に車名を日本国内向けの「デミオ」から日本国外向けと同じ「MAZDA2」に変更。同日から予約開始[1][8]。同年9月12日に発売開始。
  - 車名変更と併せた一部改良の内容は以下の内容に示すとおりで[8][9]、小幅にとどまる。
    - 2016年の一部改良で投入されたマツダの最新鋭車両統合制御技術である[10]「G-Vectoring Control」（G-ベクタリング コントロール：GVC）の改良版「GVCプラス」を標準装備化。
    - アダプティブクルーズコントロール（ACC）「マツダ・レーダー・クルーズ・コントロール（MRCC）」を全車速追従機能付に変更。
    - 「運転席6Wayパワーシート&ドライビングポジションメモリー機能（シート位置/アクティブ・ドライビング・ディスプレイ）」および自動防眩ルームミラーを設定。
    - マツダコネクトはAppleの「CarPlay」、Googleの「Android Auto」に対応する機能を追加。
- 2020年4月3日 - マツダの創立100周年を記念した「100周年特別記念車」を発表、予約受注を開始（2021年3月31日までの期間限定受注）。発売は6月以降[11]。
  - 「15S L Package」と「XD L Package」をベースに、バーガンディのフロアカーペットを装備し、ボディカラーに「スノーフレイクホワイトパールマイカ」を採用。また、フロアマットとフロントフェンダー部には創立100周年記念バッジが装着され、マツダの前身となる東洋工業が創業された際に制定されていた「丸工マーク」と現在のマツダのブランドシンボルマークを重ね合わせたスペシャルロゴをヘッドレストやキーフォブ（キーフォブは100周年専用化粧箱入り）の刻印、センターホイールキャップのロゴに採用。
  - 併せて、「15S 100周年記念仕様車」には、CD/DVDプレーヤー、地上デジタルTVチューナー（フルセグ）、シャークフィンアンテナ（ラジオ用）、セーフティクルーズパッケージが特別装備した。
- 2020年5月13日 ‐ 特別仕様車「White Comfort」を発売[12]。
  - 「15S L Package」、「XD L Package」をベースに、白本革と「グランデュクス（スエード調人工皮革）」、メランジ調を組み合わせたシートを採用。
  - ボディカラーはエターナルブルーマイカ、ディープクリムゾンマイカ、ディープクリスタルブルーマイカ、チタニウムフラッシュマイカ、ソニックシルバーメタリックを除く6色が設定される。なお、本仕様車に設定されているポリメタルグレーメタリックは4月23日より新色として全てのカタロググレードにも設定された。
- 2020年5月28日 - 特別仕様車「SMART EDITION」を発売[13]。
  - 「15S」・「15S PROACTIVE」をベースに、共通でシャークフィンアンテナと360°ビュー・モニターを特別装備したほか、「15S SMART EDITION」にはリアダークガラス、6:4分割リアシート、アドバンストキーレスエントリーシステム、フルオートエアコン、スーパーUVカットガラス（フロントドア）&IRカットガラス（フロントガラス/フロントドア）が、「15S PROACTIVE SMART EDITION」にはスマート・ブレーキ・サポート（SBS）&マツダ・レーダー・クルーズ・コントロール（MRCC）、レーンキープ・アシスト・システム（LAS）、アダプティブ・LED・ヘッドライト（ALH）がそれぞれ特別装備された。
- 2020年12月3日 - 特別仕様車「Black Tone Edition」を発売[14]。
  - 「15S PROACTIVE」・「XD PROACTIVE」をベースに、外観はドアミラーとフロントグリルをグロスブラックに変え、16インチアルミホイールにブラックメタリック塗装を採用。ロアバンパーにメッキ加飾が施され、シャークフィンアンテナとマフラーカッターを装備。内装はレッドステッチのシート加飾が施され、エアコンルーバーベゼルにシルバー/ダークレッド、ステアリング・シフトノブ・パーキングブレーキに本革巻を採用。そのほか、MRCC・SBS・LASが特別装備され、AT車にはパドルシフトも装備された。
  - なお、ベース車に装備されているスーパーUVカットガラス（フロントドア）&IRカットガラス（フロントガラス/フロントドア）と運転席&助手席シートヒーターは非装備化される。
- 2021年6月24日 - 一部商品改良。同時に、特別仕様車「Sunlit Citrus（サンリット シトラス）」を発売[15]。
  - 「15S PROACTIVE」・「15S PROACTIVE S Package」・「15S L Package」にて、「SKYACTIV-G 1.5」に斜め渦燃焼「Diagonal Vortex Combustion（ダイアグナル・ボーテックス・コンバスチョン）」の採用により圧縮比を14.0に高め、WLTCモードによる燃料消費率を向上。これにより、該当グレードの2WD・AT車は「2030年度燃費基準75%達成」となった（「SKYACTIV-D 1.5」搭載車も2030年度燃費基準に対応し、MT車は「2030年度燃費基準75%達成」、AT車は「同60%達成」となる）[16]。また、制御プログラムの変更により、アクセル操作に対する応答性とコントロール性も向上された。
  - 「PROACTIVE」系以上のグレードのAT車には、スマートフォンをコンソールに置くだけで充電が可能なワイヤレス充電（Qi）と簡単な登録操作で次回以降はスマートフォンを取り出さずに自動接続されるApple CarPlayワイヤレス接続をオプション設定に追加。AWD車にはフロントガラスにたまった雪を取り除きやすくするワイパーデアイサーを標準装備。ボディカラーはチタニウムフラッシュマイカを廃止する替わりに、新色のプラチナクォーツメタリックが追加された。
  - 特別仕様車「Sunlit Citrus」は、「15S PROACTIVE S Package」・「XD PROACTIVE S Package」をベースに、インテリアカラーはグレージュをメインカラーとしてシトラスを差し色に配し、シートにはセーレンの「グランリュクス」を採用。アドバンスキーはカード型となり、インテリアテーマカラーとコーディネートされた2色の専用キーシェルとフロアマットを同梱。アンテナはシャークフィンアンテナとなるほか、「15S Sunlit Citrus」はベースグレードではメーカーオプション設定（「XD S PROACTIVE S Package」は標準装備）となる360°ビュー・モニター+フロントパーキングセンサー（センター/コーナー）と自動防眩ルームミラーも特別装備される。
  - 過去に発売された特別仕様車も一部商品改良を受けて継続販売され、「15S White Comfort」・「15S PROACTIVE SMART EDITION」・「15S Black Tone Edition」は「SKYACTIV-G 1.5」が高圧縮比仕様となり、「15S PROACTIVE SMART EDITION」は「15S PROACTIVE Smart Edition II」へ改名。また、「15S PROACTIVE」は6MT専用グレードへ移行された。
- 2023年1月27日 - 大幅な商品改良（ビッグマイナーチェンジ）を発表（同日より予約受付開始、3月下旬発売）[17]。
  - バンパー（フロント・リア）やフロントグリルのデザインを変えてフロントフェイスを刷新するとともに、内装も見直された。
  - 機種（グレード）体系が大幅に変更され、2トーン仕様のフルホイールキャップを新設し、ボディカラーのみならず、3色のインパネカラー（ピュアホワイト・グロスブラック・グロスライトブルー）、3色のルーフカラー（ボディカラー同色に加え、メーカーオプションとして生産時の二酸化炭素排出量低減を図るため、塗装をフィルムに置き換えた[18]ルーフフィルムでホワイト又はブラックを選択可能）が選択可能で、用品を拡充したことで更に豊富なカラーコーディネーションから選択可能とした新グレード「15 BD」・「XD BD」、特別仕様車「Black Tone Edition」に16インチ専用アルミホイール（ブラックメタリック塗装/切削光輝）、専用メッシュグリル（グロスブラック）、ブラック基調シート（赤ライン）を追加し、グレード名を変更してカタロググレード化した「15 SPORT」・「XD SPORT+」、同じく特別仕様車だった「Sunlit Citrus」はステアリング・シフトノブ・パーキングブレーキレバーを本革巻きに変え、パワーシート、ステアリングヒーター、SBS、MRCC、LASを追加の上で、ガソリンモデルの「15 Sunlit Citrus」のみカタロググレード化。これに、ベースグレードの「15C」と「XD」、モータースポーツベース車の「15MB」を加えた8機種に集約・整理された。
  - ボディカラーはディープクリムゾンマイカとエターナルブルーマイカを廃止する替わりに、新色のエアストリームブルーメタリック（「15 SPORT」・「XD SPORT+」・「15MB」を除く）とエアログレーメタリック（「15MB」を除く）が追加されたほか、ソウルレッドクリスタルマイカメタリック（特別塗装色）は「15C」・「XD」への設定が、プラチナクォーツメタリックとジェットブラックマイカは「15 SPORT」・「XD SPORT+」への設定が、スノーフレイクホワイトパールマイカ（特別塗装色）とポリメタルグレーメタリックは「15 Sunlit Citrus」への設定が、マシーングレープレミアムメタリック（特別塗装色）は「15C」・「XD」・「15 Sunlit Citrus」への設定が、セラミックメタリック・ソニックシルバーメタリック・ディープクリスタルブルーマイカは「15 Sunlit Citrus」・「15 SPORT」・「XD SPORT+」への設定がそれぞれ廃止された。
- 2023年9月21日 - 商品改良が発表された（同日より予約受付開始、12月下旬発売）[19]。
  - 「15MB」を除く機種にコネクティッドサービスに対応したマツダコネクトが採用され、「15C」、「XD」、「15 BD」、「XD BD」にメーカーオプション設定、「15 SPORT」・「XD SPORT+」に標準装備された。マツダコネクト搭載車では、センターディスプレイが8.8インチに大型化され、急病や車両故障等の万が一の事態が発生したときにオペレーターが救急や警察、販売会社と連携してユーザーへのサポートを行う「マツダエマージェンシーコール」やカーファインダー、リモートコントロールなどの機能まで、コネクテッドサービスが利用可能となる。
  - 「15 BD」・「XD BD」に設定されている用品架装パッケージ車には、フロントグリルやリアルーフスポイラー、フルホイールキャップなどの裏側にライムグリーンのアクセントが施された「SCI-FI（サイファイ）」が新たに設定された（推奨ボディカラー:マシーングレープレミアムメタリック、ジェットブラックマイカ）。
  - 機種や装備体系の見直しも行われ、「15 BD」・「XD BD」の選択肢の幅が広がったことに伴って「15 Sunlit Citrus」が廃止され7機種に集約。「15 SPORT」・「XD SPORT+」はルーフフィルム・ドアミラーカバー・シャークフィンアンテナがボディ同色となり、ブラックはメーカーオプション設定となった（ただし、MT車を選択した場合はブラックのメーカーオプションが同時装着となり、メーカーオプション代が上乗せされる）。「XD」は従来メーカーオプション設定だった「ユーティリティパッケージ」が標準装備化された。
- 2024年6月3日 - 国土交通省は、ガソリン車において「型式指定」を巡り不正行為が見つかったとして、安全性が基準に適合しているか確認できるまで出荷停止を指示した[20]。
- 2024年6月28日 - 国土交通省からの出荷停止指示解除に伴い、ガソリン車の出荷・生産を再開[21]。
- 2024年9月17日 - 日本国内向けのディーゼル車全機種の生産を終了（販売は注文が生産台数に達するまで継続される）[22]。
- 2024年11月29日 - CX-5、CX-30、MAZDA3と共に新機種の追加を発表（12月25日発売）[23]。
  - 「15 BD」は従来メーカーセットオプション「ウォームコンフォートパッケージ」での設定だったステアリングヒーターや運転席&助手席シートヒーターを標準装備化して「15 BD i Selection」へ改名され、「XD」に設定されていた「SPORT+」が既存の「15 SPORT」に専用のメーカーオプションとして設定されていた「SPORT+パッケージ」を標準装備化した「15 SPORT+」として復活した。

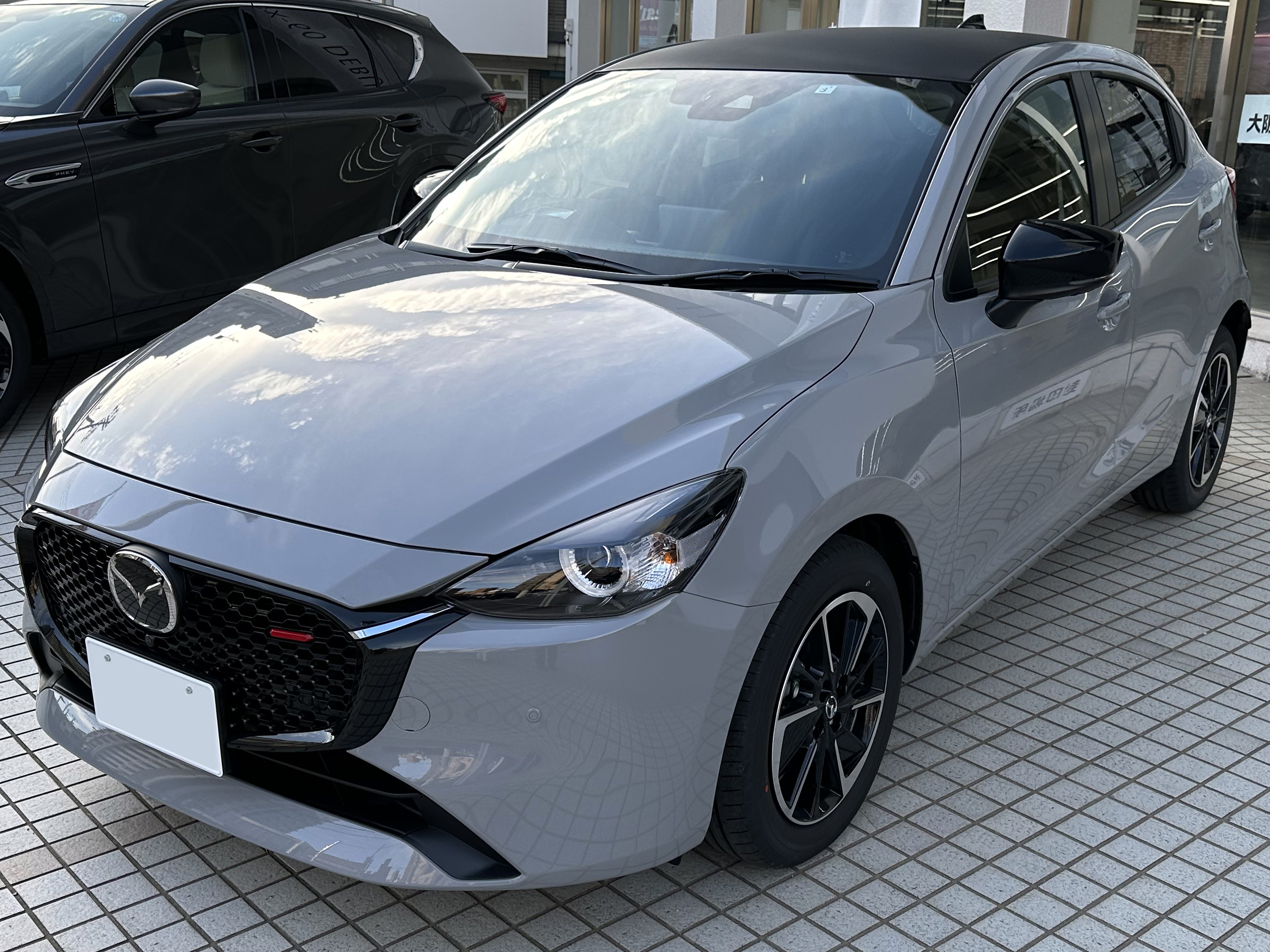
2023年3月販売型 XD SPORT+ 2WD
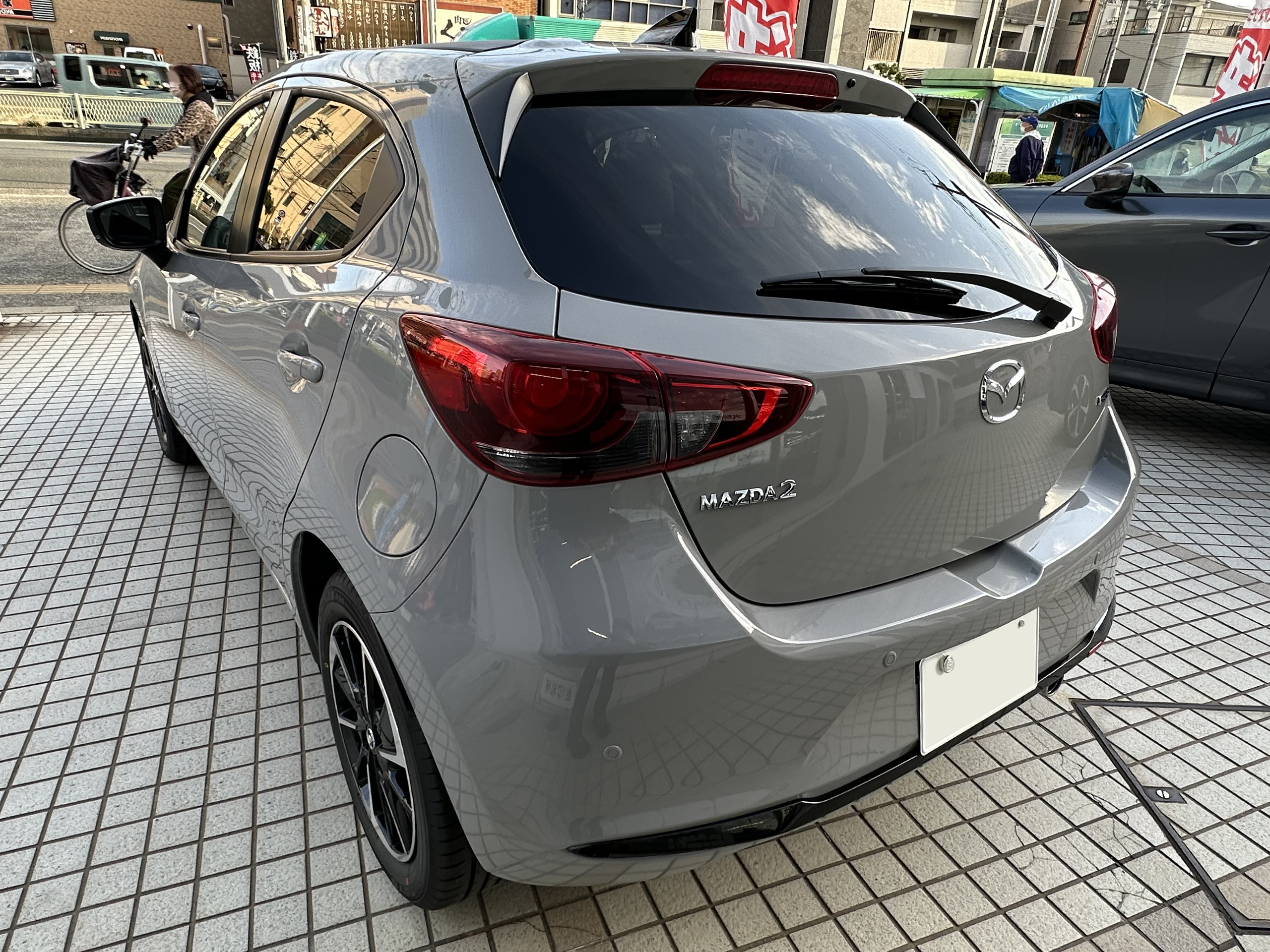
2023年3月販売型 XD SPORT+ 2WD リア

## 欧州向けハイブリッドモデル

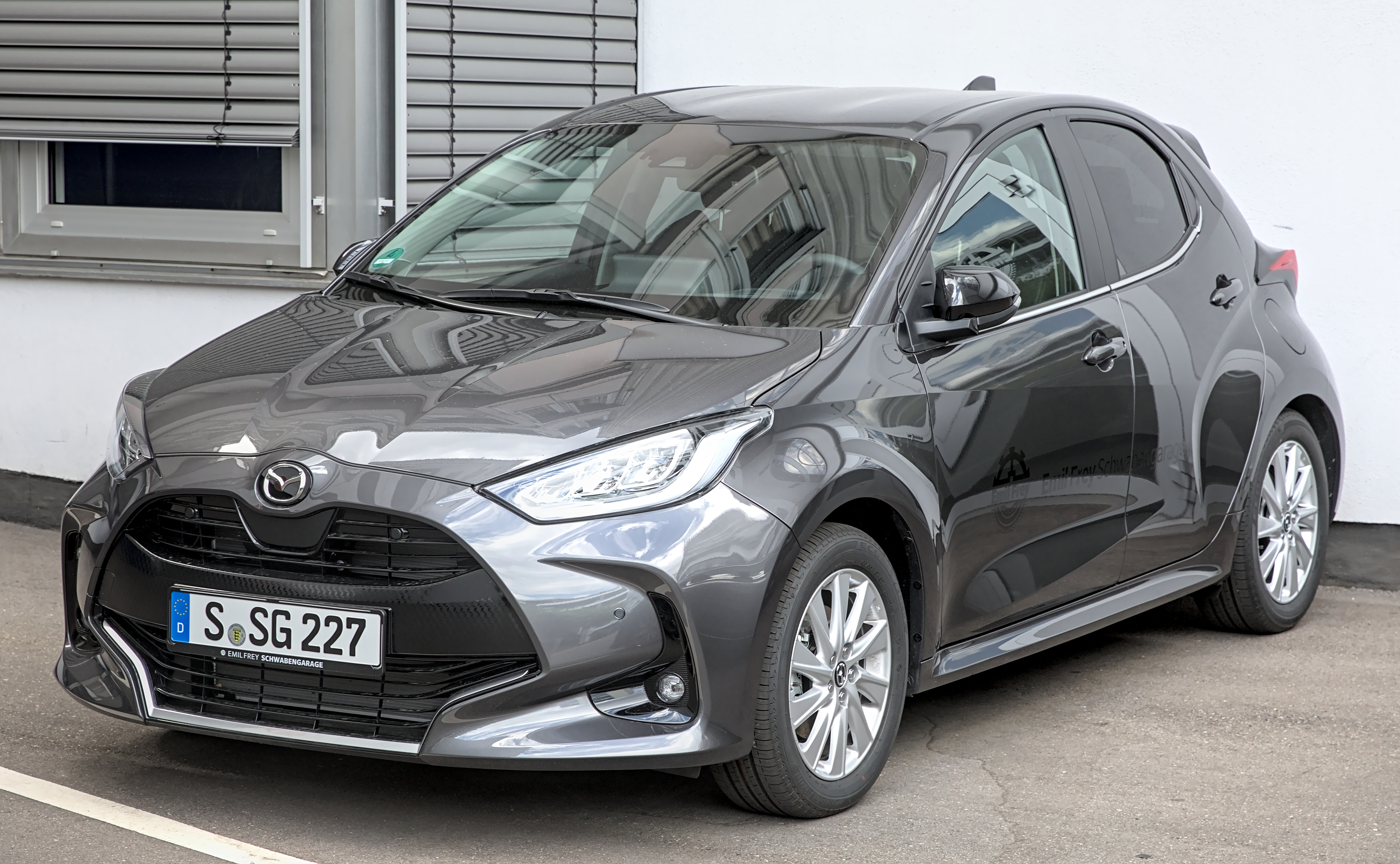
マツダ2ハイブリッド

2021年12月6日、ハイブリッドモデルのMAZDA2 Hybridを2022年春に欧州へ導入することが発表された。MAZDA2 Hybridはマツダとトヨタ自動車との協業の一環として、トヨタ自動車子会社のToyota Motor Europe社を通じ、日本でも販売されているトヨタ・ヤリスのハイブリッドモデルのOEM供給を受け、マツダブランドとして販売する。
マツダでは北米向けにマツダ2を「ヤリスハッチバック」としてトヨタ自動車へOEM供給を行った過去があり、欧州ではその反対としてトヨタ自動車からのOEM供給を受けることとなった。

## モータースポーツ
旧デミオ時代の活動を引き継ぐ形で2022年現在スーパー耐久に参戦している。ただし、「MAZDA2」の車名を使用するのは、バイオディーゼル燃料を使用しST-Qクラスに参戦するMAZDA SPIRIT RACINGのみであり、ST-5クラスの車（2チーム3台）は依然として「デミオ」の車名のままである（なお、HM Racersでは「デミオ2」と表記している）。
またマツダ本社としては関わっていないものの、南アフリカやオーストラリアのラリーで現地ディーラーやプライベーターの車両として4WDキットカーのベース車両にマツダ2が用いられる例は少なくない。

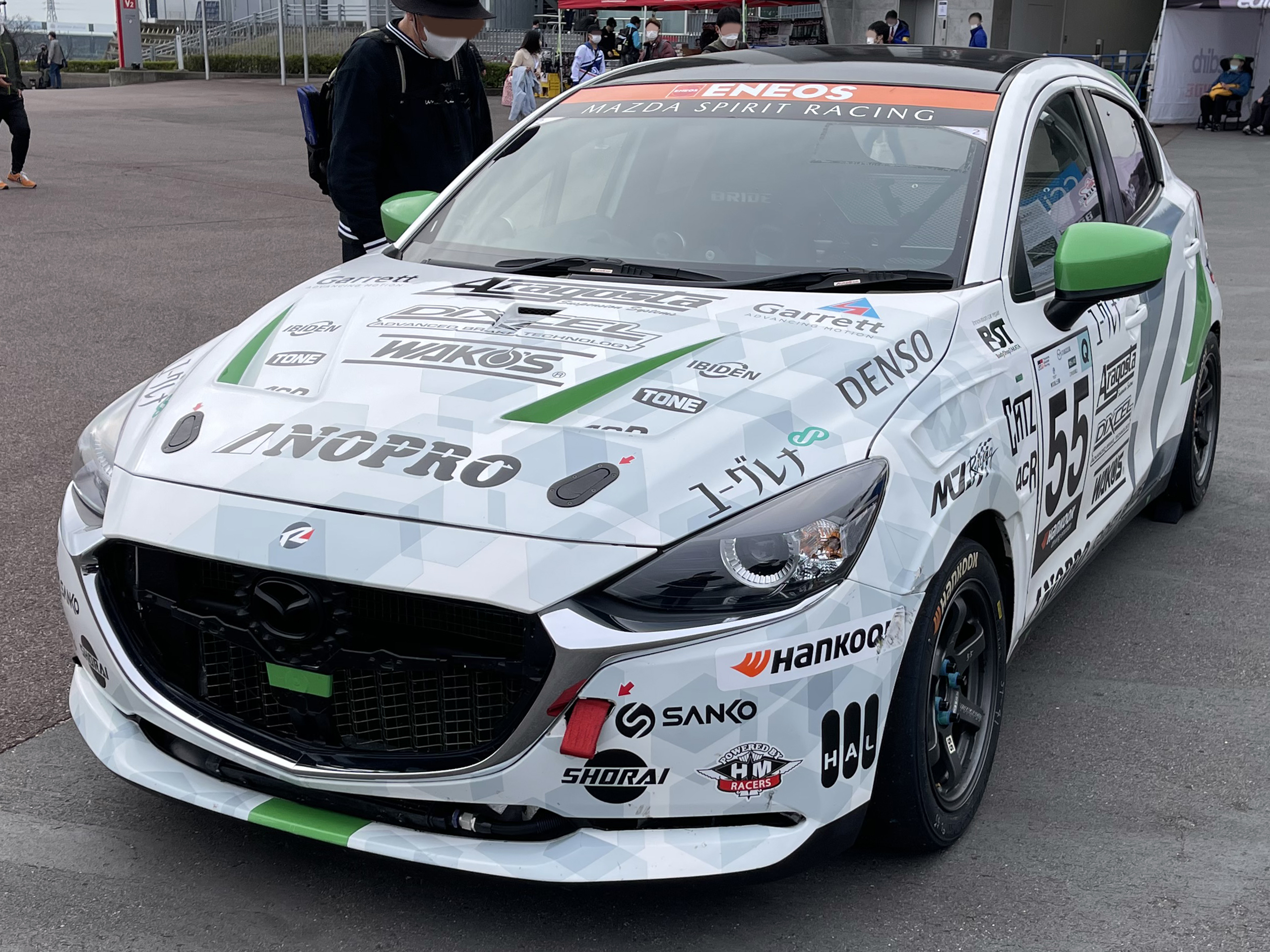
スーパー耐久仕様
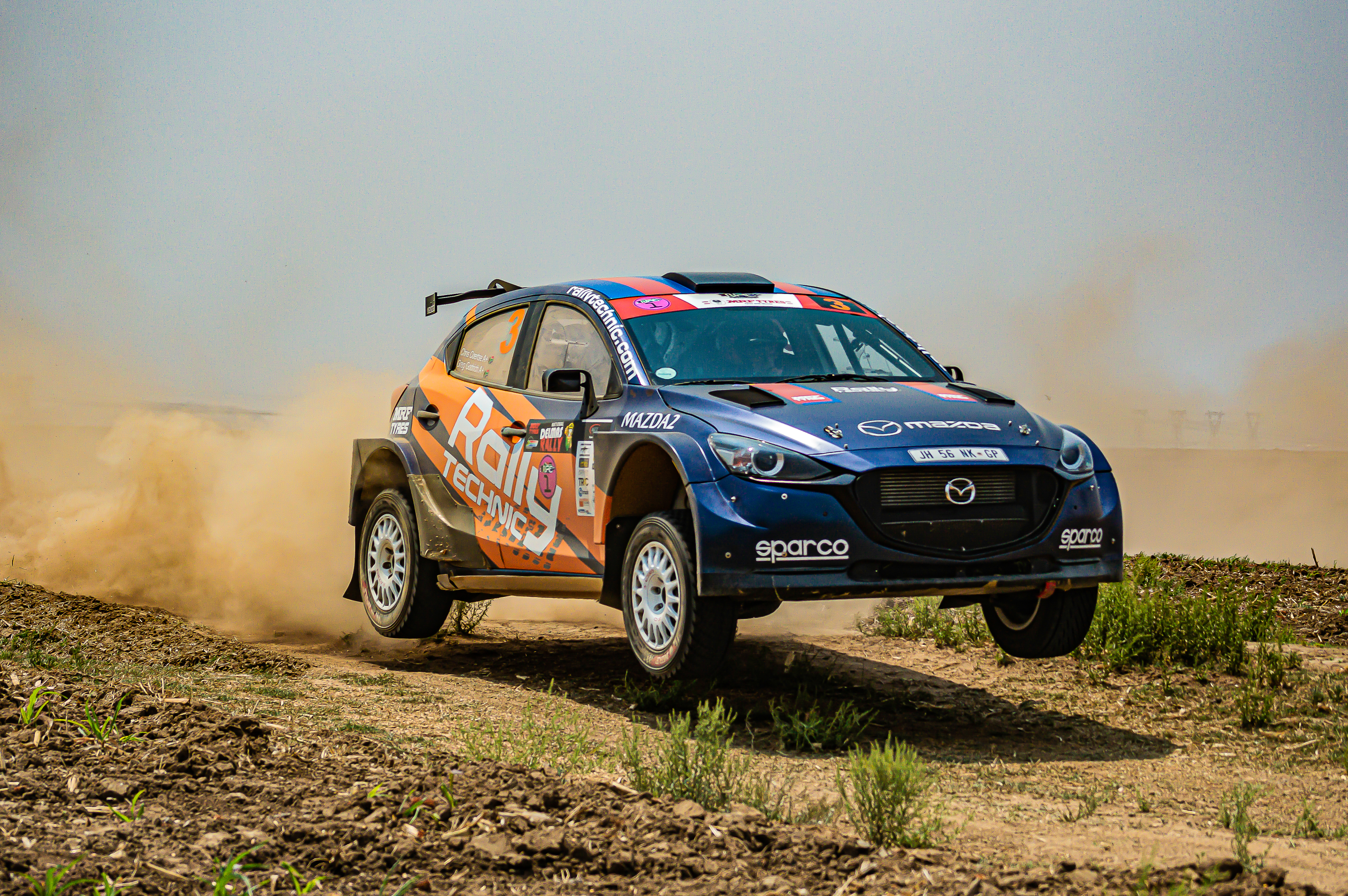
南アフリカラリー選手権仕様

### 注記
1. ↑  同じ理由で中型乗用車（Dセグメント）の「アテンザ」も先行して「MAZDA6」に車名変更されている[5]。